# Governo Federal da Alemanha

Logo do Governo Federal da Alemanha

O Governo Federal da Alemanha, podendo também ser referido como Gabinete Federal (em alemão:  Bundeskabinett ou Bundesregierung) é o corpo executivo da República Federal da Alemanha, formado pelo Chanceler e pelos ministros. O Governo, tal como se apresenta atualmente, sucedeu ao Conselho de Ministros da Alemanha Oriental, que existiu entre 1950 e 1990. Todos os procedimentos quanto à formação e estrutura do governo são relatados na Grundgesetz (Lei Fundamental).
Os ocupantes dos cargos ministeriais são designados pelo Presidente, sob a indicação do Chanceler. Antes de tomarem posse oficialmente, os ministros e o próprio Chanceler prestam juramento à Constituição perante o Parlamento. Ainda de acordo com a Lei Fundamental, um ministro não pode ser demitido individualmente, apenas o governo por inteiro, de maneira a evitar novos golpes de Estado.

## Ministérios
- Chanceler da Alemanha
- Vice-Chanceler da Alemanha
- Ministério das Relações Exteriores da Alemanha
- Ministério do Interior da Alemanha
- Ministério da Justiça da Alemanha
- Ministério Federal das Finanças da Alemanha
- Ministério da Economia e Tecnologia da Alemanha
- Ministério do Trabalho e Solidariedade Social da Alemanha
- Ministério da Nutrição, Agricultura e Defesa do Consumidor da Alemanha
- Ministério da Defesa da Alemanha
- Ministério da Família, Pessoas Idosas, Mulheres e Jovens da Alemanha
- Ministério da Saúde da Alemanha
- Ministério dos Transportes, Construção e Desenvolvimento Urbano da Alemanha
- Ministério do Meio Ambiente, Proteção da Natureza e Segurança Nuclear da Alemanha
- Ministério da Educação e Pesquisa da Alemanha
- Ministério para Cooperação e Desenvolvimento da Alemanha
- Ministro Federal para Assuntos Especiais
- Chancelaria Federal da Alemanha

## Galeria

Variante da águia federal usada pelas instituições federais alemães
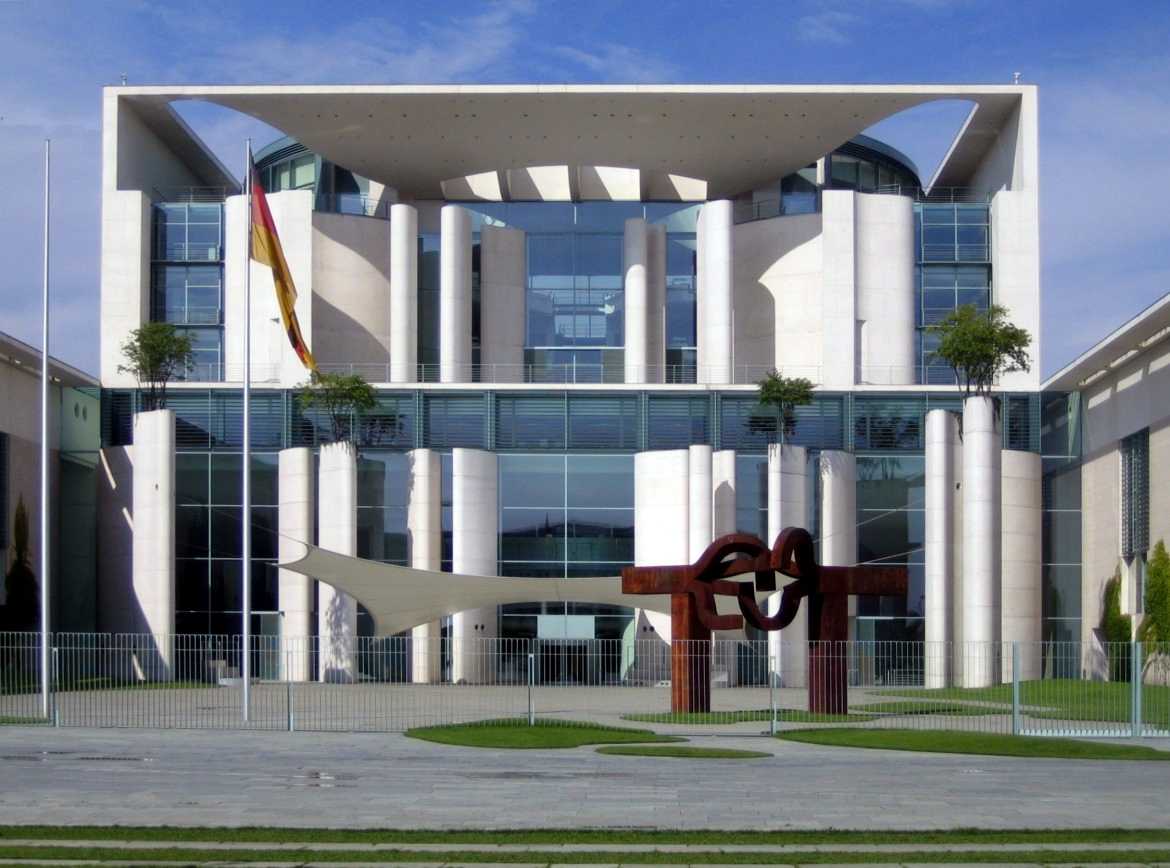
Edifício da Chancelaria Federal, sede do governo alemão